# Boussouma (Boulgou)
Pour les articles homonymes, voir Boussouma.
Ne doit pas être confondu avec Boussouma (Sanmatenga).
Cet article concerne le village chef-lieu. Pour le département et la commune rurale, voir Boussouma (département du Boulgou).
Boussouma est un village du département et la commune rurale de Boussouma, dont il est le chef-lieu, situé dans la province du Boulgou et la région du Centre-Est au Burkina Faso.

## Géographie

### Situation
Boussouma est située à environ 30 km (37 km par la route), à l'ouest de Tenkodogo et 120 km au sud-est de Ouagadougou. Le village est également à quelques kilomètres à l'est du lac de Bagré.

### Démographie
| 2003  | 2006  | 2012 |
| ----- | ----- | ---- |
| 4 027 | 4 412 | -    |

## Administration
Depuis 1974, le village (et dans une plus large mesure la commune et le département) est associé au jumelage de Laval, avec Garango (incluant également les communes de Komtoèga et Niaogho).

## Santé et éducation
Le village de Boussouma accueille un centre de santé et de promotion sociale (CSPS) tandis que le centre hospitalier avec antenne chirurgicale se trouve à Garango.